# 割見塚古墳
割見塚古墳（わりみづかこふん）は、千葉県富津市にある方墳である。内裏塚古墳群を構成する1基。国の史跡への指定が答申されている（史跡「内裏塚古墳群」のうち、官報告示を経て正式指定となる）。

## 概要
- 一辺40メートル・高さ3.5メートル
- 二重周溝をもつ。内堀一辺63メートル、外堀一辺107.5メートル。

千葉県内の方墳としては龍角寺岩屋古墳、駄ノ塚古墳、松面古墳に続き4番目に大きく、周溝も入れると駄ノ塚古墳・松面古墳より大きく岩屋古墳に並ぶ。
1964年（昭和39年）に早稲田大学、1984年（昭和59年）に君津郡市文化財センターが横穴式石室を調査した。石室は全長11.7メートル、前庭部を含めた総長は18.75メートルになり、千葉県最大、全国でも有数の規模をほこる。
石室は盗掘されていたが、前庭部から直刀・金銅製弓はず・弓飾り金具・刀子装具（金銅・銀）・馬具（心葉形杏葉・方形鏡板・帯金具）・鉄鏃・須恵器長頸壺・土師器坏が出土した。
当古墳は1924年（大正13年）に国指定史跡の仮指定を受けたが、本指定が無いまま現在に至る。